# Lourdes García Vázquez
Lourdes García Vázquez (Ciudad de México, 11 de febrero de 1946) es arquitecta, profesora universitaria e integrante de ONGS de asesoramientos a movimientos de pobladores. Ha roto paradigmas socioculturales relacionados con el género y con la forma de enseñanza-aprendizaje de la arquitectura y su ejercicio profesional.

## Formación
Inicialmente estudió para ser profesora de Educación Básica, y más adelante, alternando el trabajo con el estudio, ingresó a la Escuela Nacional de Arquitectura de la Universidad Nacional Autónoma de México (UNAM), en tiempos de definición ideológica con la influencia del movimiento estudiantil de 1968, que desarrolló una intensa lucha entre profesores tradicionales y maestros más jóvenes que buscaban un cambio radical en la concepción y enseñanza de la Arquitectura.
De este movimiento, derivó el proyecto Autogobierno-Arquitectura, con concepciones pedagógicas diferentes de las tradicionales, siendo parte de las primeras generaciones que se formó con esta modalidad como estudiante y luego condujo como docente. Fue una activa participante asumiendo la coordinación de uno de los catorce Talleres de Arquitectura, siendo la primera mujer en tener esa responsabilidad. Esta experiencia se referencia en Argentina con el Taller Total que se organizó, entre 1972 y 1975, en la Facultad de Arquitectura de Córdoba.
Realizó estudios de posgrado en Diseño Arquitectónico.

## Trayectoria
Profesional y docente interesada en la arquitectura eminentemente social, para las grandes mayorías y en especial para los grupos denominados “vulnerables” (mujeres, niños, ancianos, indígenas y discapacitados), incorporado en su enfoque y práctica profesional variables como: género, derechos humanos y democracia.
Coordinó por 17 años, lo que se denominó Extensión Universitaria, coordinación que tuvo entre sus principios la vinculación con el pueblo
Profesora de tiempo completo en la Facultad de Arquitectura de la UNAM, y asesora de múltiples organizaciones sociales en pro de la mejora de las condiciones de vida, colaborando con las ONGS: Fomento Solidario de la Vivienda, A.C., (FOSOVI, A. C.) y el Centro Operacional de la vivienda y el planeamiento, (COPEVI A.C.)
Ha realizado programas de desarrollo urbano, para la regularización de la tierra, programas y proyectos de mejoramiento barrial y de vivienda en múltiples colonias de la Ciudad de México: Belvedere, Cultura Maya, Lomas de Padierna Sur, 2 de octubre, Bosques del Pedregal, los pueblos de: San Andrés Totoltepec y San Miguel Topilejo, (todos ellos en la Delegación Tlalpan) Ave Real, Primera Victoria y Ampliación Primera Victoria en la Delegación Álvaro Obregón; en los pueblos de Santiago Tepalcatlalpan, San Mateo Xalpa, San Andrés Ahuayucan y Santa Cecilia Tepetlapa, (Delegación Xochimilco) en las colonias San Miguel Teotongo, Lomas de la Estancia y Miravalle en la Delegación Iztapalapa.
Fuera de la Ciudad de México, ha trabajado con indígenas nahuas en la Sierra de Zongolica, Veracruz; en la comunidad de Villa Ávila Camacho, en el estado Pueblo.
Es integrante de la Red MOST-UNESCO Los Profesionales de la Ciudad y de la Red Mujer y Hábitat, de la Coalición Internacional del Hábitat (HIC).
Desde el 2009, participa en el proyecto Laboratorio: Hábitat, Social, Participación y Género (LAHAS), con financiamiento de la Agencia Española de Cooperación para el Desarrollo, (AECID), la Universidad de Barcelona y la UNAM.
Desde su coordinación (2010-a la fecha) se han desarrollado actividades para la formación y capacitación de los diferentes actores que intervienen en el proyecto; para la investigación a partir de métodos de acción participativa, así como realizando proyectos urbano-arquitectónicos con los pobladores a través de la planeación, diseño, construcción y evaluación colaborativa.
En el año 2012, presentó un proyecto al Fondo Conjunto de Cooperación México-Uruguay, denominado Intercambio de experiencias participativas: mejorando la calidad de vida para el desarrollo de un hábitat sostenible, de donde emanó el financiamiento para realizar el seminario Innovar para el cambio social. De la idea a la acción (2014).
Ha participado en más de cincuenta congresos, seminarios y talleres. Es integrante de múltiples organizaciones profesionales, mientras que su producción bibliográfica está compuesta de más de treinta artículos, ensayos y planes, publicados tanto en territorio nacional como en el extranjero.

## Producción bibliográfica y ponencias destacadas
- Ponencia CYAD,
- Ponencia en el Foro Política Habitacional
- Seminario Internacional "Ciudades Seguras" 2014.
- Seminario Avances y desafíos en la instrumentación de los principios rectores del derecho a la ciudad
- El derecho a la vivienda y al mejoramiento barrial
- Invitación a la inauguración del LAHAS
- Seminario Innovar para el cambio social
- Conferencia en una reunión con el movimiento urbano popular de la Ciudad de México
- Casa Habitación en Delegación Tlalpan 2013-2015

## Premios y reconocimientos
Ha recibido:
- el reconocimiento “Enrique Yáñez” al Mérito por Participación Ciudadana (2009), otorgado por la Colegio de Arquitectos de la Ciudad de México y la Sociedad de Arquitectos Mexicanos, (CAM-SAM)
- el “Sor Juana Inés de la Cruz” (2010) otorgado por UNAM, en el contexto del Día Internacional de la Mujer, por su destacada labor profesional e impulsora del desarrollo de la Universidad desde su entidad académica.